# Maria Broniewska

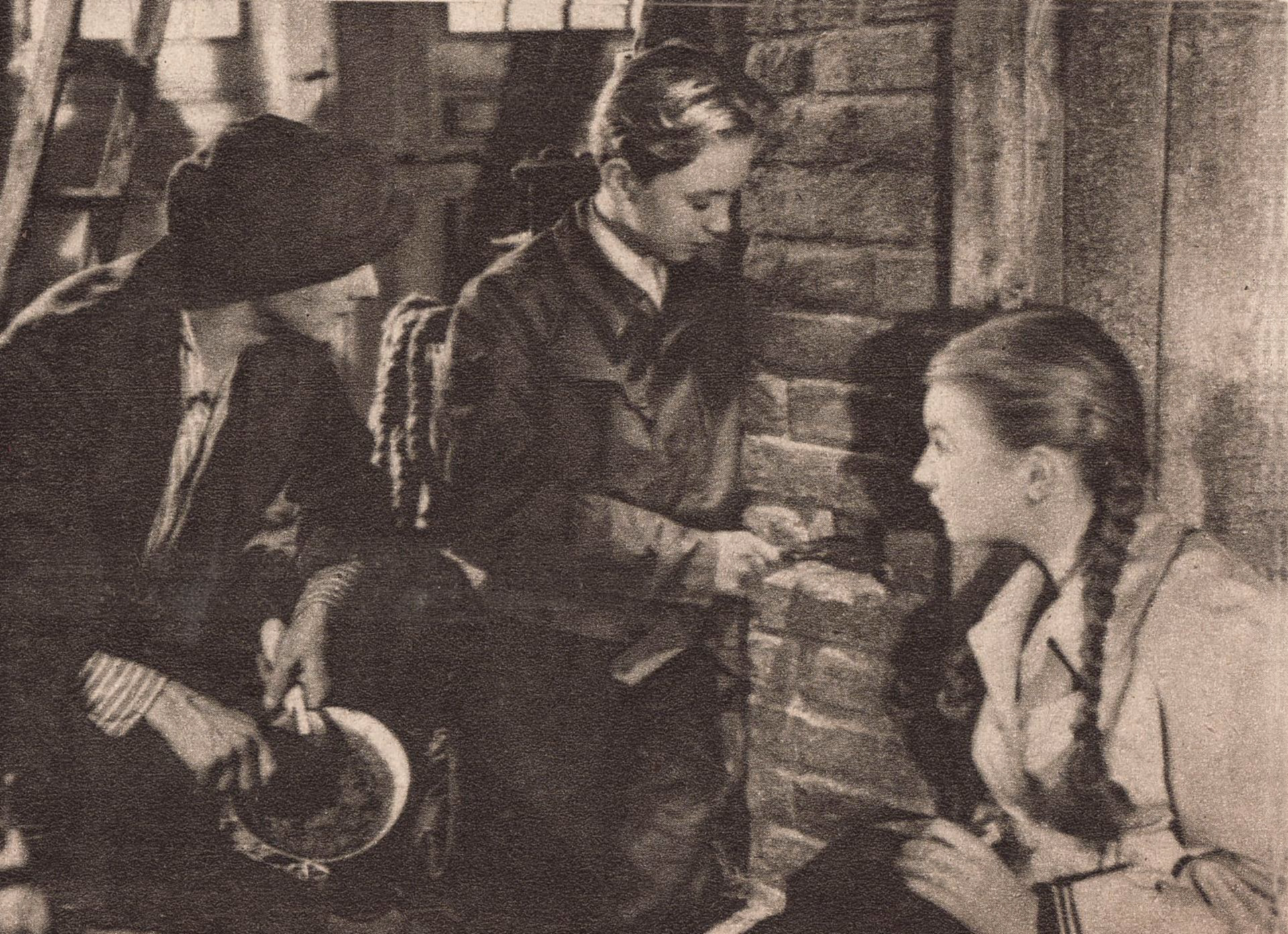
Tadeusz Fijewski, Dionizy Ilczenko i Maria Broniewska w filmie „Ulica Graniczna”

Maria Broniewska-Pijanowska (Maja Broniewska, Maryla Broniewska; ur. 8 października 1931 w Warszawie) – polska aktorka teatralna i filmowa.

## Życiorys
Karierę aktorską rozpoczęła jako ośmiolatka w 1939, występując w filmie Przez łzy do szczęścia. Popularność zdobyła pod koniec lat 40. XX wieku za sprawą jednej z głównych ról w filmie Ulica Graniczna (1948).
Debiut teatralny Broniewskiej miał miejsce w 1954. W 1956 ukończyła studia na Wydziale Aktorskim Państwowej Wyższej Szkoły Teatralnej im. Aleksandra Zelwerowicza w Warszawie. Występowała w Teatrze Młodej Warszawy (1956–1957), Teatrze Klasycznym w Warszawie (1957–1961; 1965–1972) i Teatrze Studio w Warszawie (1972–1977).
Udzielała się także w Teatrze Telewizji. W latach 1957–1999 zagrała w 14 spektaklach telewizyjnych. Ma na koncie również role dubbingowe. W XXI w. występuje głównie na małym ekranie. W 2016 roku zagrała główną rolę w serialu internetowym Rozmowy z babcią.

## Życie prywatne
Jest córką Zbigniewa Kornackiego i Marii Zarębińskiej, przybraną córką Władysława Broniewskiego, żoną krytyka filmowego, reżysera i scenarzysty Lecha Pijanowskiego, matką prezentera telewizyjnego Wojciecha Pijanowskiego. Spokrewniona z aktorką Olgą Koszutską, ciotka działacza sportowego Michała Listkiewicza.

## Filmografia
| Rok        | Tytuł                                   | Rola                                                  | Uwagi                                                                              |
| ---------- | --------------------------------------- | ----------------------------------------------------- | ---------------------------------------------------------------------------------- |
| 1939/1941  | Przez łzy do szczęścia                  | Wisia                                                 | film obyczajowy, reżyseria: Jan Fethke                                             |
| 1948       | Ulica Graniczna                         | Jadzia Białkówna                                      | film dramatyczny, reżyseria: Aleksander Ford                                       |
| 1956       | Warszawska syrena                       | dziewczyna                                            | film baśniowy, reżyseria: Tadeusz Makarczyński                                     |
| 1962       | Śpiąca królewna (film 1959)             | Aurora/Różyczka (polski dubbing)                      | film animowany, reżyseria dubbingu: Henryka Biedrzycka                             |
| 1967       | Paryż – Warszawa bez wizy               |                                                       | film komediowy, reżyseria: Hieronim Przybył                                        |
| 1967       | Czarna suknia                           | wdowa                                                 | film wojenny, reżyseria: Janusz Majewski                                           |
| 1972       | Chłopi                                  | dziedziczka (odcinki: 1, 2, 8, 11)                    | serial telewizyjny, reżyseria: Jan Rybkowski                                       |
| 1976       | Zielone, minione...                     |                                                       | film psychologiczny, reżyseria: Gerard Zalewski                                    |
| 2003       | Show                                    | teściowa Kariny                                       | film komediowy, reżyseria: Maciej Ślesicki                                         |
| 2005       | Klan                                    | niewidoma                                             | serial telewizyjny, reżyseria: różni                                               |
| 2006, 2011 | Plebania                                | pani Stenia (odcinki: 700, 1725, 1778)                | serial telewizyjny, reżyseria: różni                                               |
| 2007       | Kopciuszek                              | klientka                                              | serial telewizyjny, reżyseria: Jerzy Łukaszewicz                                   |
| 2010       | Klub szalonych dziewic                  | starsza pani (odcinek 10)                             | serial telewizyjny, reżyseria: Robert Wichrowski, Kinga Lewińska                   |
| 2011       | Wiadomości z drugiej ręki               | babcia Marcina i Piotra (odcinki: 18, 19, 21, 22, 24) | serial telewizyjny, reżyseria: Robert Wichrowski                                   |
| 2011       | Komisarz Alex                           | Jadwiga, przyjaciółka Odorowskiej (odcinek 10)        | serial telewizyjny, reżyseria: Robert Wichrowski, Krzysztof Lang, Sławomir Fabicki |
| 2014       | Komisarz Alex                           | babcia Woźniakowa (odcinek 63)                        | serial telewizyjny, reżyseria: Robert Wichrowski, Krzysztof Lang, Sławomir Fabicki |
| 2015       | Na dobre i na złe                       | kobieta na przystanku (odcinek 612)                   | serial telewizyjny, reżyseria: różni                                               |
| 2016       | 7 rzeczy, których nie wiecie o facetach | starsza pani                                          | film komediowy, reżyseria: Kinga Lewińska                                          |
| 2016       | Rozmowy z babcią                        | babcia                                                | serial internetowy, reżyseria: Urszula Zawadzka                                    |
| 2016       | Semper fidelis                          | kobieta w lustrze                                     | horror, reżyseria: Maciej Gajewski                                                 |
| 2016       | Barwy szczęścia                         | matka Maniewskiego (odcinek: 1477)                    | serial telewizyjny, reżyseria: Jakub Skoczeń                                       |
| 2016       | Ojciec Mateusz                          | starsza pani (odc. 188, 205); Leokadia (odc. 193)     | serial telewizyjny, reżyseria: różni                                               |
| 2017       | Ojciec Mateusz                          | matka Gienka (odc. 225)                               | serial telewizyjny, reżyseria: różni                                               |
| 2017       | Na sygnale                              | staruszka (odc. 160)                                  | serial telewizyjny, reżyseria: różni                                               |
| 2017       | Szpital dziecięcy                       | Irena (odc. 16)                                       | serial telewizyjny, reżyseria: różni                                               |
| 2018       | Przyjaciółki                            | starsza pani (odc. 130)                               | serial telewizyjny, reżyseria: Grzegorz Kuczeriszka                                |
| 2019       | Na dobre i na złe                       | Emilia (odcinek 743)                                  | serial telewizyjny, reżyseria: Jose Iglesias Vigil                                 |
| 2019       | W rytmie serca                          | gosposia Barbara (odc. 46)                            | serial telewizyjny, reżyseria: Adam Gruziński                                      |

## Teatr
- 1954: Nadzieja jako Marjetje
- 1956: Żołnierz i bieda jako Nastka
- 1956: Dwie blizny jako Wanda Malska
- 1956: Wojny trojańskiej nie będzie jako Pokój
- 1956: Wiśniowy sad jako Ania
- 1957: Diabeł na plebanii jako Letycja Prott
- 1957: Boy jako Marynia
- 1957: Książę i żebrak jako Paź do bicia
- 1957: Brat marnotrawny jako Cecylia Cardew
- 1958: Umówiony dzień jako Lonia
- 1958: Popas Króla Jegomości jako Ninon
- 1958: Rozbójnik jako Mimi
- 1959: Bezimienna gwiazda jako Uczennica
- 1959: Dwaj panowie z Werony jako Julia
- 1959: Dziewczęta z fotografii jako Nadia Gregoric
- 1960: Klub kawalerów (dramat) jako Marynia
- 1960: Nigdy więcej jako Dziewczyna
- 1961: Dom otwarty (komedia) jako Kamilla
- 1963: Jego ekscelencja jako Florita
- 1965: Koncert jako Anna
- 1966: Pruski mur
- 1967: Żona wiejska jako Lucy
- 1967: Dziś do ciebie przyjść
- 1971: Sława i śmierć Joachima jako Góralka
- 1972: Witkacy jako Baba II
- 1973: Sen jako Dama
- 1974: Rycerz Andrzej jako Siostra Matka
- 1975: Witkacy (wersja druga) jako Baba II

## Nagrody
W 1996 w uznaniu zasług dla Stolicy Rzeczypospolitej Polskiej uhonorowana została Nagrodą Miasta Stołecznego Warszawy.

## Publikacje
W 2016 roku ukazała się książka 44739. Wspomnienie o Marii Zarębińskiej – aktorce (Wydawnictwo Adam Marszałek, Toruń), która w części jest zapisem rozmowy Anety Kolańczyk z Marią Broniewską.